# CU Большого Пса
CU Большого Пса (лат. CU Canis Majoris) — двойная затменная переменная звезда типа Алголя (EA) в созвездии Большого Пса на расстоянии приблизительно 1343 световых лет (около 412 парсеков) от Солнца. Видимая звёздная величина звезды — от +13,7m до +13,2m. Орбитальный период — около 1,3179 суток.